# Стаматов, Матео
Матео Марианов Стаматов (болг. Матео Марианов Стаматов; род. 22 марта 1999, Пазарджик) — болгарский футболист, защитник.

## Карьера

### Клубная
Сразу после своего рождения Стаматов вместе со своей семьей переехал в Барселону. Футболом начал заниматься в семь лет. После нескольких лет занятий он был зачислен в академию «Эспаньола». Через четыре года болгарин подписал контракт с основной командой, но за нее он не выступал. В 2019 году защитник ненадолго вернулся на родину, где провел три матча за клуб высшей болгарской лиги «Септември», после чего он вновь вернулся в Испанию. Сезон 2020/21 Стаматов провел в «Левски».
Летом 2021 года на правах свободного агента перешел в «Оренбург». Дебютировал 17 июля во 2 туре ФНЛ 2021/22, в матче против липецкого «Металлурга».        
Летом 2023 года перешёл в «Пари Нижний Новгород».

### В сборной
Стаматов выступал за юниорские сборные Болгарии. В сентября 2022 года получил вызов на игры группы С4 Лиги Наций со сборными Гибралтара и Северной Македонии, но оба матча провёл на скамейке запасных. Спустя 2 месяца, история повторилась: на этот раз, 2 встречи были товарищескими, а соперниками выступали сборные Кипра и Люксембурга .

## Достижения
«Оренбург»
- Бронзовый призёр ФНЛ: 2021/22

## Клубная статистика
| Выступление          | Выступление      | Выступление      | Лига | Лига | Кубки | Кубки | Прочие | Прочие | Итого | Итого |
| Клуб                 | Лига             | Сезон            | Игры | Голы | Игры  | Голы  | Игры   | Голы   | Игры  | Голы  |
| -------------------- | ---------------- | ---------------- | ---- | ---- | ----- | ----- | ------ | ------ | ----- | ----- |
| Септември            | Первая лига      | 2018/19          | 3    | 0    | 1     | 0     | —      | —      | 4     | 0     |
| Септември            | Итого            | Итого            | 3    | 0    | 1     | 0     | —      | —      | 4     | 0     |
| Унио Атлетика Орта   | Терсера          | 2019/20          | 21   | 1    | 1     | 0     | —      | —      | 22    | 1     |
| Унио Атлетика Орта   | Итого            | Итого            | 21   | 1    | 1     | 0     | —      | —      | 22    | 1     |
| Левски               | Первая лига      | 2020/21          | 12   | 0    | 1     | 0     | —      | —      | 13    | 0     |
| Левски               | Итого            | Итого            | 12   | 0    | 1     | 0     | —      | —      | 13    | 0     |
| Оренбург             | ФНЛ              | 2021/22          | 18   | 0    | 1     | 0     | 0      | 0      | 19    | 0     |
| Оренбург             | Премьер-лига     | 2022/23          | 15   | 0    | 4     | 0     | —      | —      | 19    | 0     |
| Оренбург             | Итого            | Итого            | 33   | 0    | 5     | 0     | 0      | 0      | 38    | 0     |
| Пари Нижний Новгород | Премьер-лига     | 2023/24          | 8    | 0    | 4     | 0     | —      | —      | 12    | 0     |
| Пари Нижний Новгород | Итого            | Итого            | 8    | 0    | 4     | 0     | —      | —      | 12    | 0     |
| Всего за карьеру     | Всего за карьеру | Всего за карьеру | 77   | 1    | 12    | 0     | 0      | 0      | 89    | 1     |